# Пурин, Павел Павлович
Па́вел Па́влович Пу́рин (Пуринь) (30 января [12 февраля] 1911, Речица, Могилёвская губерния — 7 мая 1977, Кривой Рог, Днепропетровская область) — советский военачальник, полковник. Участник освободительного похода в Западную Украину и Западную Белоруссию и Великой Отечественной войны. Герой Советского Союза (1945).

## Биография
Родился 30 января (12 февраля) 1911 года в деревне Речица Чериковского уезда Могилёвской губернии Российской империи (ныне агрогородок Речицкого сельсовета Чериковского района Могилёвской области Республики Беларусь) в крестьянской семье. Латыш.
Образование среднее, в 1927 году экстерном сдал за 10 классов при 8-й школе в городе Кривой Рог.
С 1928 года — курсант Киевской артиллерийской школы, которую окончил в 1932 году.
Службу начал командиром огневого взвода в Криворожском артиллерийском полку 41-й стрелковой дивизии Украинского военного округа, который дислоцировался в городе Кривой Рог. Осенью 1939 года в составе дивизии, входившей в 6-ю армию Украинского фронта, участвовал в освободительном походе в Западную Украину и Западную Белоруссию.
Начало Великой Отечественной войны капитан П. П. Пурин встретил в должности командира батареи 249-го гаубичного артиллерийского полка 41-й стрелковой дивизии 6-й армии Юго-Западного фронта.
В боях с немецко-фашистскими захватчиками с 22 июня 1941 года. Первый бой принял под Рава-Русской. Затем отступал через всю Украину к Киеву, участвовал в боях подо Львовом, Фастовом, Белой Церковью и на Каневском плацдарме. Сумел избежать гибели или пленения в Киевской операции. После поражения советских войск под Киевом остатки 41-й стрелковой дивизии были выведены в Приволжский военный округ, где из них зимой 1942 года была вновь сформирована 41-я стрелковая дивизия 2-го формирования. С апреля 1942 года вновь на Юго-Западном фронте. Во время майского наступления под Харьковом был тяжело ранен и эвакуирован в госпиталь. В августе 1942 года недолго сражался на Сталинградском фронте и 28 августа был вновь ранен.
После выздоровления получил звание майора и был направлен в артиллерийский учебный центр под Москвой, где шло формирование 11-й артиллерийской дивизии Резерва Главного Командования. С января 1943 года сражался на Донском фронте в должности командира 674-го гаубичного артиллерийского полка 40-й гаубичной артиллерийской бригады. Во время операции «Кольцо» находился непосредственно на командных пунктах стрелковых подразделений 65-й армии и оперативно исполнял заявки командиров батальонов на подавление узлов сопротивления противника и его огневых средств. В боях за населённые пункты Новоалексеевка, Дубинин, Гончары, Городище и в самом Сталинграде его артиллеристы подавили огонь 5 артиллерийских и 2 зенитных батарей немцев, 6 батарей шестиствольных миномётов и 14 пулемётных точек. Прямой наводкой были разрушены 11 блиндажей, рассеяно и частично уничтожено до полка вражеской пехоты. Умелые действия 674-го гаубичного артиллерийского полка получили высокую оценку командования 65-й армии. После ликвидации окружённой в Сталинграде группировки немецко-фашистских войск 11-я артиллерийская дивизия была передана Юго-Западному фронту и в составе 6-й армии отражала контрнаступление немецких войск восточнее Харькова. 9 марта 1943 года был снова ранен, но к маю вернулся в строй.
Летом 1943 года майор П. П. Пурин командовал группой артиллерийской поддержки пехоты, основу которой составлял его 674-й гаубичный артиллерийский полк. Группа АПП осуществляла артиллерийское усиление стрелковых подразделений 46-й армии на наиболее опасных участках фронта. В боях на Северском Донце в июле 1943 года соединение под командованием майора П. П. Пурина действовало с высокой эффективностью, за период с 17 июля по 9 августа уничтожив 4 немецких танка, 8 пулемётных гнёзд, 5 ДЗОТов, 10 орудий противотанковой обороны, 3 артиллерийские и 3 миномётные батареи, разрушив 6 наблюдательных пунктов противника и 2 блиндажа с пехотой, подавив огонь 14 артиллерийских и 4 миномётных батарей и истребив более 350 солдат и офицеров вермахта. В рамках начавшейся в августе 1943 года Донбасской операции группа артиллерийской поддержки пехоты под командованием майора П. П. Пурина действовала в боевых порядках 228-го стрелкового полка 31-й стрелковой дивизии. В ожесточённых боях за крупный опорный пункт немецкой обороны село Тарановка Змиёвского района Харьковской области 25—31 августа 1943 года артиллеристы Пурина подбили 3 вражеских танка, уничтожили 2 артиллерийские и 2 миномётные батареи и 12 пулемётных точек с расчётами, разрушили 3 ДЗОТа и истребили до 500 немецких солдат и офицеров, а также подавили 4 артиллерийские и 6 миномётных батареи противника. За отличное руководство подразделением майору П. П. Пурину была объявлена благодарность от имени командующего 31-й стрелковой дивизией генерал-майора П. К. Богдановича.
В период Битвы за Днепр 11-я артиллерийская дивизия РГК оказывала артиллерийскую поддержку частям 7-й гвардейской армии Степного фронта (с 20 октября 1943 года — 2-й Украинский фронт). К середине октября 1943 года майор П. П. Пурин переправил свой полк на правый берег Днепра на плацдарм, удерживаемый частями 28-й гвардейской стрелковой дивизии у села Днепровокаменка Верхнеднепровского района Днепропетровской области Украинской ССР и занял позиции на возвышенностях в трёх километрах от села. Решение оказалось своевременным. 14 октября 1943 года противник перешёл в очередную контратаку, бросив в бой на участке обороны 86-го гвардейского стрелкового полка до 70 танков и батальон пехоты. В критический момент боя, когда группа танков прорвалась к наблюдательному пункту Пурина, он вызвал огонь своего полка на себя. В течение 14—16 октября при отражении контратак неприятеля артиллеристы Пурина подбили и сожгли 7 вражеских танков, уничтожили 6 бронетранспортёров и 2 автомашины с боеприпасами, подавили артиллерийскую и миномётную батареи и истребили до 120 военнослужащих вермахта.
5 января 1944 года войска 2-го Украинского фронта перешли в наступление в рамках Кировоградской операции, Прорвав оборону противника, части 7-й гвардейской армии устремились к Кировограду. 674-й гаубичный артиллерийский полк огнём орудий и колёсами поддерживал наступление стрелковых подразделений 303-й стрелковой дивизии. Вечером 6 января 1944 года полк, двигаясь по дороге на Кировоград, настиг колонну пехоты отступающего противника. Быстро развернув головную батарею, артиллеристы открыли шквальный огонь по немцам, уничтожив при этом до двух взводов пехоты, бронетранспортёр и малокалиберное орудие. В дальнейшем артиллеристы Пурина оказали существенную поддержку своей пехоте при овладении опорными пунктами немецкой обороны Покровское, Клинцы и непосредственно в уличных боях в Кировограде.
Зимой 1944 года был направлен на курсы усовершенствования офицерского состава, по окончании которых он получил воинское звание подполковника и принял под командование 98-ю тяжёлую гаубичную артиллерийскую бригаду 1-й гвардейской артиллерийской дивизии РГК. В Ясско-Кишинёвской операции бригада Пурина обеспечила прорыв обороны противника на участке наступления 52-й армии 2-го Украинского фронта и принимала участие в штурме Ясс. До сентября 1944 года бригада вела бои в районе Хуши, пресекая попытки немецко-румынских войск вырваться из окружения. После ликвидации остатков окружённой восточнее Кишинёва 6-й армии 1-я гвардейская артиллерийская дивизия была выведена в резерв Ставки Верховного Главнокомандования, а затем переброшена в Польшу и включена в состав 1-го Украинского фронта. Перед началом Висло-Одерской операции дивизия была придана 3-й гвардейской армии. Поддерживая наступление гвардейцев В. Н. Гордова и пехотинцев Н. П. Пухова, 98-я тяжёлая гаубичная бригада прошла с боями от Вислы до Одера, участвовала в освобождении города Кельце. Подполковник П. П. Пурин особо отличился при форсировании Одера и в боях за плацдарм на правом берегу реки.
27 января 1945 года подполковник П. П. Пурин под ураганным артиллерийско-миномётным огнём противника и в условиях непрекращающихся налётов вражеской авиации одним из первых переправил свою бригаду в полном составе на левый берег реки Одер в районе населённого пункта Кёбен. Быстро и своевременно организовав оборону плацдарма, он превратил позиции советских войск за Одером в неприступную крепость. Демонстрируя исключительную стойкость, его артиллеристы в боях за удержание плацдарма отразили семь яростных контратак превосходящих сил противника и нанесли ему серьёзный урон, уничтожив 12 пулемётов, 3 бронетранспортёра, 12 автомашин с пехотой и грузами, батарею 105-миллиметровых миномётов, артиллерийскую батарею и до 500 солдат и офицеров. При отражении натиска немцев подполковник П. П. Пурин находился непосредственно в боевых расчётах бригады и личным примером воодушевлял своих бойцов на выполнение поставленных боевых задач. За образцовое выполнение боевых заданий командования на фронте борьбы с немецкими захватчиками и проявленные при этом отвагу и геройство указом Президиума Верховного Совета СССР от 6 апреля 1945 года подполковнику Пурину Павлу Павловичу было присвоено звание Героя Советского Союза.
16 апреля 1945 года с удержанного на левом берегу Одера плацдарма подразделения 3-й гвардейской армии перешли в наступление в рамках Берлинской операции. Артиллерийская бригада Пурина штурмовала город Котбус, затем участвовала в окружении и ликвидации франкфуртско-губенской группировки немецко-фашистских войск. Боевой путь завершил 8 мая 1945 года в Дрездене.
После окончания Великой Отечественной войны продолжил службу в вооружённых силах СССР. В 1951 году окончил Высшие академические курсы при Военной академии имени Ф. Э. Дзержинского. 14 сентября 1954 года принимал участие в военных учениях на Тоцком полигоне, в ходе которых было впервые в СССР применено ядерное оружие.
С 1956 года полковник П. П. Пурин в запасе. Жил в городе Кривой Рог Днепропетровской области, работал председателем городского комитета ДОСААФ, активно участвовал в военно-патриотической работе.
7 мая 1977 года выступал с докладом по случаю очередной годовщины победы в Великой Отечественной войне в одной из воинских частей, расквартированных в Кривом Роге. После торжественных мероприятий состоялся праздничный ужин, во время которого Павлу Павловичу стало плохо, и через несколько минут он скоропостижно скончался. Похоронен в Кривом Роге на военном участке Криворожского кладбища.

## Награды
- медаль «Золотая Звезда» (06.04.1945);
- дважды орден Ленина (06.04.1945; ??);
- трижды орден Красного Знамени (16.02.1943; 02.11.1943; ??);
- орден Отечественной войны 1-й степени (28.01.1944);
- орден Отечественной войны 2-й степени (29.09.1943);
- орден Красной Звезды;
- медаль «За оборону Сталинграда» (20.07.1943);
- медаль «За взятие Берлина»;
- медаль «За освобождение Праги»;
- медаль «За победу над Германией в Великой Отечественной войне 1941—1945 гг.»;
- Крест Чехословацкой республики;
- медаль Чехословацкой республики;
- медаль Польской республики.

## Память
- Имя на Стеле Героев в Кривом Роге;
- Именем названа улица в Кривом Роге.